# Momisis submonticola
Momisis submonticola es una especie de escarabajo longicornio del género Momisis, tribu Astathini, subfamilia Lamiinae. Fue descrita científicamente por Breuning en 1968.
La especie se mantiene activa durante los meses de abril y junio.

## Descripción
Mide 10,5-16 milímetros de longitud.

## Distribución
Se distribuye por China y Laos.